# Бурзиев, Шамиль Гасанович
Шами́ль Гаса́нович Бурзи́ев (1 апреля 1985, Буйнакск, Дагестанская АССР, СССР — 5 декабря 2010, Кизилюртовский район, Дагестан, Россия) — российский футболист, полузащитник.

## Карьера
Воспитанник дагестанского футбола. Один из первых тренеров Шамиля — Семён Валявский. В возрасте 16 лет начал выступать за «Анжи» в первенстве молодёжных команд, за который в дебютный сезон провёл 18 матчей. 1 ноября 2003 году дебютировал в первом дивизионе, в выездном матче против нальчикского «Спартака» на 70-й минуте он вышел на замену, вместо Виллера Оливейры. В следующем сезоне Бурзиев сыграл 9 матчей. В 2005 году оказался в махачкалинском «Динамо», за которое за два сезона провёл 42 матча в первом дивизионе и 6 игр в Кубке России, но после того, как «Динамо» лишили профессионального статуса, был вынужден искать новую команду. В 2007 году Бурзиев отправился в Новороссийск, где в составе «Черноморца» стал победителем второго дивизиона, сыграл 25 матчей, забил 1 гол. В 2008 году подписал контракт со ставропольским «Динамо», однако сезон 2009 года начал снова в «Черноморце». В первом же матче против «Балтики» за два предупреждения был удалён. В начале 2010 года играл в «Факеле» Воронеж. В августе 2010 года «Анжи» дозаявил Бурзиева и Игоря Стрелкова. В премьер-лиге дебютировал 7 августа 2010 года в матче против «Амкара», выйдя на замену Али Гаджибекову, в той игре он получил жёлтую карточку. Всего в Премьер-лиге сыграл 7 матчей.

## Смерть
5 декабря 2010 после мавлида по случаю рождения ребёнка погиб со своим братом (по другому источнику, со знакомым) в автокатастрофе на трассе «Кавказ» недалеко от Кизилюрта. Бурзиев не справился с управлением, автомобиль «Лада» вылетел в кювет и перевернулся. Ещё один пассажир попал в больницу.

## Память
Каждый год после смерти Бурзиева проходят футбольные турниры и матчи памяти друзей. 16 декабря 2017 года в Махачкале состоялось торжественное открытие мемориальной доски на фасаде дома по ул. Джамбулатова 90, в котором Шамиль прожил с 1993 по 2010 год.